# 동과 서
"동과 서"는 1971년 공개된 대한민국의 영화이다.

## 배역
- 카터 에커트
- 윤정희
- 이낙훈